# Q-tank
Q-Tank – relatywnie mały – zwykle pusty – zbiornik umieszczony na czele kadłuba okrętu podwodnego, który po zalaniu zanurza dziób okrętu pod wodę, co umożliwia wpłynięcie jednostki pod wodę przy pomocy własnego napędu mechanicznego, niezależnie od stosowanych w tym samym czasie innych metod zanurzania. Q-Tank (Quick–Tank) to jeden z ważniejszych elementów struktury w starszych konstrukcjach okrętów podwodnych, będących w istocie okrętami nawodnymi z możliwością krótkotrwałego zanurzenia. Zadaniem zbiornika było przyśpieszenie szybkiego zanurzenia okrętu (crush dive, emergancy dive) w celu uniknięcia ataku przeciwnika, lub w celu przeprowadzenia ataku na jednostkę przeciwnika.
Zbiornik tego rodzaju jest efektywny na dwa sposoby – kierując w dół moment dziobu oraz wywołując stan ujemnej pływalności. Oznacza to jednak, że jego zastosowanie wymaga zaopatrzenia go w duże zawory dla szybkiego zalewania go wodą morską oraz system opróżniania go za pomocą układu sprężonego powietrza, gdy tylko jednostka osiągnie założoną głębokość zanurzenia. Z konstrukcyjnego punktu widzenia zakłada się, że zbiornik ten jest pusty, jednak w niektórych konstrukcjach Q-Tank pełnił również rolę zbiornika bezpieczeństwa i jako taki w zanurzeniu utrzymywany był w stanie zalania, co przez wydmuchnięcie wody ułatwiało wynurzenie w sytuacji awaryjnej związanej z utratą kontroli nad okrętem lub wypadków powodujących zalewanie okrętu.